# Nephrosperma van-houtteana
Nephrosperma van-houtteana es una especie de palmera perteneciente a la familia Arecaceae.  Es la única especie del género Nephrosperma.

## Distribución y hábitat
Es originaria de las islas Seychelles. Crece abundantemente en los bosques húmedos de tierras bajas.

## Taxonomía
Nephrosperma vanhoutteanum fue descrito por (J.C.Wendl. ex Van Houtte) Balf.f. y publicado en Flora of Mauritius and the Seychelles . . . 386. 1877.
Etimología
Nephrosperma: nombre genérico compuesto de las palabras griegas: nephros = "riñón" y sperma = "semilla", en referencia a la forma de la semilla.
van-houtteana: epíteto otorgado en honor del botánico Louis Benoît Van Houtte.
Sinonimia
- Oncosperma van-houtteanum H.Wendl. ex Van Houtte (1868).
- Areca nobilis auct. (1868), pro syn.[4]